# Andrés Didyer Catalán
Andrés Didyer Catalán (Cuernavaca, Morelos; 20 de agosto de 2000) es un futbolista mexicano, juega como Mediocampista y su equipo actual es Venados de la Liga de Expansión MX.

## Trayectoria

### Monarcas Morelia
Canterano de Monarcas Morelia, debutó primero en copa el 19 de febrero de 2019 ante Correcaminos de la UAT, y en Primera División el 15 de marzo de 2019 ante Lobos BUAP.

### Mazatlán Fútbol Club
Fue uno de los jugadores que estuvo en la mudanza del equipo de Morelia a Mazatlán, aunque en el equipo mazatleco solo jugó con la sub-20.

### Celaya Fútbol Club
En 2021 llega al Celaya, donde estuvo hasta el 2022.

### Venados Fútbol Club
El 29 de noviembre de 2022 es fichado por Venados FC.

## Estadísticas
Actualizado al último partido jugado el 21 de marzo de 2024.
| Morelia · México                    | 1.ª           | 2018-19       | 3  | 0 | 3 | 0 | ― | ― | 6  | 0 |
| Morelia · México                    | 1.ª           | 2019-20       | 0  | 0 | 1 | 0 | ― | ― | 1  | 0 |
| Morelia · México                    | Total club    | Total club    | 3  | 0 | 4 | 0 | 0 | 0 | 7  | 0 |
| Celaya F. C. · México               | 2.ª           | 2021          | 5  | 0 | ― | ― | ― | ― | 5  | 0 |
| Celaya F. C. · México               | 2.ª           | 2021-22       | 23 | 0 | ― | ― | ― | ― | 23 | 0 |
| Celaya F. C. · México               | 2.ª           | 2022          | 7  | 0 | ― | ― | ― | ― | 7  | 0 |
| Celaya F. C. · México               | Total club    | Total club    | 35 | 0 | 0 | 0 | 0 | 0 | 35 | 0 |
| Venados F. C. · México              | 2.ª           | 2023          | 15 | 1 | ― | ― | ― | ― | 15 | 1 |
| Venados F. C. · México              | 2.ª           | 2023-24       | 19 | 0 | ― | ― | ― | ― | 19 | 0 |
| Venados F. C. · México              | Total club    | Total club    | 34 | 1 | 0 | 0 | 0 | 0 | 34 | 1 |
| Total carrera                       | Total carrera | Total carrera | 72 | 1 | 4 | 0 | 0 | 0 | 76 | 1 |
| (1)Incluye datos de la Copa México. |               |               |    |   |   |   |   |   |    |   |